# Hendrik Lorentz
Hendrik Antoon Lorentz (Arnhem, 18 de julho de 1853 — Haarlem, 4 de fevereiro de 1928) foi um físico neerlandês.
Recebeu em 1902 o Nobel de Física por seu trabalho sobre as radiações eletromagnéticas. A maior parte de seus trabalhos envolveu o eletromagnetismo. Deixou seu nome às transformações de Lorentz, que formam a base da teoria da relatividade restrita de Einstein.
Estudou em Leiden onde, em 1878, foi investido no cargo de professor de física e matemática. Em 1912 passou a dirigir o Instituto Tayler, em Haarlem. Como professor honorário em Leiden, proferia conferências semanais sobre física moderna. Foi chefe do Comitê de Cooperação Intelectual, instituído pela Liga das Nações. Em 1875 publicou seu primeiro trabalho, onde estuda a reflexão e refração da luz por dielétricos e metais. Em 1880 realizou a primeira aplicação da teoria eletromagnética de Maxwell a um meio constituído por moléculas isoladas. Tratava-se de um trabalho sobre a relação entre a densidade do meio e o índice de refração.
Lorentz foi o primeiro a dar uma explicação do efeito Zeeman e a predizer efeitos de polarização (que só posteriormente foi verificado na prática). O núcleo de suas investigações, no entanto, consistiu na procura de uma teoria que englobasse, em uma estrutura consistente, os fenômenos elétricos, magnéticos e luminosos, supondo como meio físico o éter em repouso, onde elétrons moviam-se ou não (relativamente a ele). Essa teoria explicou inúmeros fenômenos, mas chocou-se com o resultado negativo da experiência de Michelson-Morley, que indicava, como explicação mais plausível, o abandono da hipótese do éter.
Tentando superar esta dificuldade, Lorentz introduziu, em 1895 a concepção de tempo local que, como observou o físico Joseph Larmor, associava-se à chamada contração de Fitzgerald. Desenvolvendo seu trabalho, chegou em 1904 às transformações de Lorentz, que desempenham um papel fundamental na teoria especial da relatividade, criada por Einstein no ano seguinte.
Recebeu em 1902, junto com Pieter Zeeman, o Nobel de Física, por seus trabalhos a respeito da influência do campo magnético sobre as radiações. Seu trabalho compreendeu ainda uma série de investigações nos campos da termodinâmica e da teoria da gravitação.
Foi presidente das cinco primeiras Conferências de Solvay.

## Primeiros anos
Nasceu em Arnhem, filho de Frederik Lorentz (1822 - 1893) e Geertruida van Ginkel (1826 - 1861).

#### Lorentz e a relatividade especial
Em 1905, Einstein usaria muitos dos conceitos, ferramentas matemáticas e resultados que Lorentz discutiu para escrever seu artigo intitulado " On the Electrodynamics of Moving Bodies", conhecido hoje como a teoria da relatividade especial. Como Lorentz estabeleceu os fundamentos para o trabalho de Einstein, essa teoria foi originalmente chamada de teoria de Lorentz-Einstein.
Em 1906, a teoria do elétron de Lorentz recebeu um tratamento completo em suas palestras na Columbia University, publicadas sob o título The Theory of Electrons.
O aumento de massa foi a primeira previsão de Lorentz e Einstein a ser testada, mas alguns experimentos de Kaufmann pareceram mostrar um aumento de massa ligeiramente diferente; isso levou Lorentz à famosa observação de que ele era "au bout de mon latin" ("no final de meu [conhecimento de] latim" = no fim de sua inteligência). A confirmação de sua previsão teve que esperar até 1908 e mais tarde (ver experimentos Kaufmann – Bucherer – Neumann).
Lorentz publicou uma série de artigos que tratam do que chamou de "princípio da relatividade de Einstein". Por exemplo, em 1909, 1910, 1914. Em suas palestras de 1906 publicadas com acréscimos em 1909 no livro "A teoria dos elétrons" (atualizado em 1915), ele falou afirmativamente de Teoria de Einstein:

O que foi dito ficará claro que as impressões recebidas pelos dois observadores A0 e A seriam semelhantes em todos os aspectos. Seria impossível decidir qual deles se move ou para em relação ao éter, e não haveria razão para preferir os tempos e durações medidos por um àqueles determinados pelo outro, nem para dizer que qualquer um deles é na posse dos tempos "verdadeiros" ou dos comprimentos "verdadeiros". Este é um ponto que Einstein enfatizou em particular, em uma teoria na qual ele parte do que ele chama de princípio da relatividade. Não posso falar aqui das muitas aplicações altamente interessantes que Einstein fez desse princípio. Seus resultados relativos aos fenômenos eletromagnéticos e ópticos concordam principalmente com aqueles que obtivemos nas páginas anteriores, a principal diferença é que Einstein simplesmente postula o que deduzimos, com alguma dificuldade e não totalmente satisfatória, das equações fundamentais do campo eletromagnético. Ao fazer isso, ele pode certamente levar o crédito por nos fazer ver no resultado negativo de experimentos como os de Michelson, Rayleigh e Brace, não uma compensação fortuita de efeitos opostos, mas a manifestação de um princípio geral e fundamental. Seria injusto não acrescentar que, além da ousadia fascinante de seu ponto de partida, a teoria de Einstein tem outra vantagem marcante sobre a minha. Considerando que eu não fui capaz de obter para as equações referentes a eixos móveis das equações fundamentais do campo eletromagnético. Considerando que eu não fui capaz de obter para as equações referentes a eixos móveis além da ousadia fascinante de seu ponto de partida, a teoria de Einstein tem outra vantagem marcante sobre a minha. Considerando que eu não fui capaz de obter para as equações referentes a eixos móveis exatamente da mesma forma que para aqueles que se aplicam a um sistema estacionário, Einstein conseguiu isso por meio de um sistema de novas variáveis ligeiramente diferentes daquelas que introduzi.
Embora Lorentz ainda sustentasse que há um éter (indetectável) no qual os relógios em repouso indicam o "tempo verdadeiro":
1909: Ainda assim, eu acho, algo também pode ser reivindicado em favor da forma em que apresentei a teoria. Não posso deixar de considerar o éter, que pode ser a sede de um campo eletromagnético com sua energia e suas vibrações, dotado de um certo grau de substancialidade, por mais diferente que seja de toda a matéria comum.

1910: Contanto que haja um éter, então em todos os sistemas x, y, z, t, um é preferido pelo fato de que os eixos de coordenadas, bem como os relógios, estão parados no éter. Se ligarmos a isso a ideia (que eu abandonaria apenas com relutância) de que espaço e tempo são coisas completamente diferentes, e que existe um "tempo verdadeiro" (a simultaneidade, portanto, seria independentemente da localização, de acordo com a circunstância de que nós podemos ter a ideia de velocidades infinitamente grandes), então pode-se ver facilmente que esse tempo verdadeiro deve ser indicado por relógios em repouso no éter. No entanto, se o princípio da relatividade tivesse validade geral na natureza, não estaríamos em posição de determinar se o sistema de referência que acabamos de usar é o preferido. Então chegamos aos mesmos resultados, como se alguém (seguindo Einstein e Minkowski) negasse a existência do éter e do tempo verdadeiro e considerasse todos os sistemas de referência igualmente válidos. Qual dessas duas maneiras de pensar alguém está seguindo, certamente pode ser deixada para o indivíduo.

Lorentz também deu crédito às contribuições de Poincaré para a relatividade.

Na verdade, para algumas das quantidades físicas que entram nas fórmulas, não indiquei a transformação que melhor se adequa. Isso foi feito por Poincaré e depois pelo Sr. Einstein e Minkowski. Não consegui obter a invariância exata das equações. Poincaré, ao contrário, obteve uma invariância perfeita das equações da eletrodinâmica e formulou o "postulado da relatividade", termos que foi o primeiro a empregar. Acrescentemos que, corrigindo as imperfeições de meu trabalho, ele nunca me censurou por elas.

#### Lorentz e relatividade geral
Lorentz foi um dos poucos cientistas que apoiou a busca de Einstein pela relatividade geral desde o início - ele escreveu vários artigos de pesquisa e discutiu com Einstein pessoalmente e por carta. Por exemplo, ele tentou combinar o formalismo de Einstein com o princípio de Hamilton (1915), e reformulá-lo de uma forma livre de coordenadas (1916). Lorentz escreveu em 1919:

O eclipse total do sol em 29 de maio, resultou em uma confirmação impressionante da nova teoria do poder de atração universal da gravitação desenvolvida por Albert Einstein, e assim reforçou a convicção de que a definição desta teoria é um dos passos mais importantes de todos os tempos tomadas no domínio das ciências naturais.

#### Avaliações
Einstein escreveu sobre Lorentz:
1928: O enorme significado de seu trabalho consistia nisso, que forma a base para a teoria dos átomos e para as teorias da relatividade geral e especial. A teoria especial foi uma exposição mais detalhada daqueles conceitos encontrados na pesquisa de Lorentz de 1895.

1953: Para mim, pessoalmente, ele significava mais do que todos os outros que conheci em minha jornada de vida.

Poincaré (1902) disse sobre a teoria da eletrodinâmica de Lorentz:

A teoria mais satisfatória é a de Lorentz; é indiscutivelmente a teoria que melhor explica os fatos conhecidos, aquela que evidencia o maior número de relações conhecidas. É devido a Lorentz que os resultados de Fizeau na ótica dos corpos em movimento, as leis da dispersão normal e anormal e da absorção estão conectadas entre si. Veja a facilidade com que o novo fenômeno Zeeman encontrou seu lugar, e até ajudou na classificação da rotação magnética de Faraday, que havia desafiado todos os esforços de Maxwell.

Paul Langevin (1911) disse sobre Lorentz:
A principal reivindicação de Lorentz à fama será o fato de ter demonstrado que as equações fundamentais do eletromagnetismo também permitem um conjunto de transformações que lhes permite retomar a mesma forma quando uma transição é feita de um sistema de referência para outro. Este grupo difere fundamentalmente do grupo acima no que diz respeito às transformações de espaço e tempo.

Lorentz e Emil Wiechert tiveram uma correspondência interessante sobre os tópicos do eletromagnetismo e a teoria da relatividade, e Lorentz explicou suas ideias em cartas a Wiechert.
Lorentz foi presidente da primeira Conferência Solvay realizada em Bruxelas no outono de 1911. Logo após a conferência, Poincaré escreveu um ensaio sobre física quântica que dá uma indicação do status de Lorentz na época:

A cada momento os vinte físicos de diferentes países podiam ser ouvidos falando da [mecânica quântica] que eles contrastavam com a velha mecânica. Agora, qual era a velha mecânica? Seria o de Newton, aquele que ainda reinava incontestado no final do século XIX? Não, era a mecânica de Lorentz, aquela que lida com o princípio da relatividade; aquele que, há apenas cinco anos, parecia ser o cúmulo da ousadia.

#### Mudança de prioridades
Em 1910, Lorentz decidiu reorganizar sua vida. Seus deveres de ensino e gerenciamento na Universidade de Leiden estavam ocupando muito de seu tempo, deixando-o pouco tempo para pesquisas. Em 1912, ele se demitiu de sua cadeira de física teórica para se tornar curador do "Gabinete de Física" do Museu Teylers em Haarlem. Ele permaneceu conectado à Universidade de Leiden como professor externo, e suas "palestras de segunda-feira de manhã" sobre novos desenvolvimentos na física teórica logo se tornaram lendárias.
Lorentz inicialmente pediu a Einstein para sucedê-lo como professor de física teórica em Leiden. No entanto, Einstein não pôde aceitar porque tinha acabado de aceitar um cargo na ETH Zurique. Einstein não se arrependia dessa questão, pois a perspectiva de ter de ocupar o lugar de Lorentz o fazia estremecer. Em vez disso, Lorentz nomeou Paul Ehrenfest como seu sucessor na cadeira de física teórica na Universidade de Leiden, que fundaria o Instituto de Física Teórica, que se tornaria conhecido como Instituto Lorentz.

#### Obra civil
Após a Primeira Guerra Mundial, Lorentz foi uma das forças motrizes por trás da fundação da "Wetenschappelijke Commissie van Advies en Onderzoek in het Belang van Volkswelvaart en Weerbaarheid", um comitê que deveria aproveitar o potencial científico unido na Royal Netherlands Academy of Arts e Ciências (KNAW) para resolver problemas civis, como a escassez de alimentos que resultou da guerra. Lorentz foi nomeado presidente do comitê. No entanto, apesar dos melhores esforços de muitos dos participantes, o comitê obteve pouco sucesso. A única exceção é que acabou resultando na fundação da TNO, a Organização Holandesa de Pesquisa Científica Aplicada.
Lorentz também foi convidado pelo governo holandês a presidir um comitê para calcular alguns dos efeitos da proposta barragem de controle de enchentes de Afsluitdijk (Barragem de Enclosure) sobre os níveis de água em Waddenzee. A engenharia hidráulica era principalmente uma ciência empírica naquela época, mas a perturbação do fluxo das marés causada pelo Afsluitdijk era tão sem precedentes que as regras empíricas não eram confiáveis. Originalmente, Lorentz deveria ter apenas uma função de coordenação no comitê, mas rapidamente se tornou aparente que Lorentz era o único físico a ter alguma influência fundamental sobre o problema. No período de 1918 a 1926, Lorentz investiu grande parte de seu tempo no problema. Lorentz propôs começar do básico, equações hidrodinâmicas de movimento e resolver o problema numericamente. Isso era viável para um "computador humano", por causa da natureza quase unidimensional do fluxo de água no Waddenzee. O Afsluitdijk foi concluído em 1932, e as previsões de Lorentz e seu comitê revelaram-se notavelmente precisas. Um dos dois conjuntos de eclusas no Afsluitdijk foi nomeado em sua homenagem.

### Vida familiar
Em 1881, Lorentz casou-se com Aletta Catharina Kaiser. Seu pai era JW Kaiser, professor da Academia de Belas Artes. Ele era o diretor do museu que mais tarde se tornou o conhecido Rijksmuseum (National Gallery). Ele também foi o designer dos primeiros selos postais da Holanda.
Havia duas filhas e um filho deste casamento.
A Dra. Geertruida Luberta Lorentz, filha mais velha, era física. Ela se casou com o professor Wander Johannes de Haas, que era o diretor do Laboratório Criogênico da Universidade de Leiden.

### Morte
Em janeiro de 1928, Lorentz adoeceu gravemente e morreu pouco depois, em 4 de fevereiro. O respeito pelo qual ele foi mantido na Holanda é evidente na descrição de Owen Willans Richardson de seu funeral:

O funeral aconteceu em Haarlem ao meio-dia de sexta-feira, 10 de fevereiro. Às 12h00, os serviços telegráficos e telefônicos do Estado da Holanda foram suspensos por três minutos como uma homenagem reverenciada ao maior homem que a Holanda já produziu em nosso tempo. Estiveram presentes muitos colegas e físicos ilustres de países estrangeiros. O presidente, Sir Ernest Rutherford, representou a Royal Society e fez um discurso de agradecimento ao lado do túmulo.

- OW Richardson

Imagens únicas do filme de 1928 do cortejo fúnebre com uma carruagem seguida por dez enlutados, seguida por uma carruagem com o caixão, seguida por sua vez por pelo menos mais quatro carruagens, passando por uma multidão no Grote Markt, Haarlem de Zijlstraat ao Smedestraat, e depois de volta pela Grote Houtstraat em direção a Barteljorisstraat, a caminho de "Algemene Begraafplaats" em Kleverlaan (cemitério ao norte de Haarlem) foi digitalizado no YouTube. Entre outros, o funeral contou com a presença de Albert Einstein e Marie Curie.

## Legado
Lorentz é considerado um dos principais representantes da "Segunda Idade de Ouro Holandesa", um período de várias décadas em torno de 1900 em que as ciências naturais floresceram na Holanda.
Richardson descreve Lorentz como:
Um homem de notáveis poderes intelectuais, embora mergulhado em sua própria investigação do momento, ele sempre parecia ter em seu alcance imediato suas ramificações em todos os cantos do universo. A clareza singular de seus escritos fornece um reflexo notável de seus maravilhosos poderes a esse respeito. Ele possuía e empregou com sucesso a vivacidade mental necessária para acompanhar a interação da discussão, o insight necessário para extrair aquelas declarações que iluminam as reais dificuldades e a sabedoria para conduzir a discussão entre canais frutíferos, e ele fez isso com tanta habilidade que o processo dificilmente era perceptível.

 
M. J. Klein (1967) escreveu sobre a reputação de Lorentz na década de 1920:
Por muitos anos, os físicos sempre estiveram ansiosos "para ouvir o que Lorentz diria sobre isso" quando uma nova teoria foi apresentada e, mesmo aos setenta e dois anos, ele não os desapontou.

Além do prêmio Nobel, Lorentz recebeu muitas homenagens por seu excelente trabalho. Ele foi eleito membro estrangeiro da Royal Society (ForMemRS) em 1905. A Sociedade concedeu-lhe a Medalha Rumford em 1908 e a Medalha Copley em 1918. Ele foi eleito Membro Honorário da Sociedade Química Holandesa em 1912.

## Publicações
Livros de Lorentz:
- Collected Papers, 9 Bände. Nijhoff, Den Haag 1934–1939
- Selected Works, Nieuwerkerk/Ijssel: Palm Publ., mehrere Bände (Vol. 5 von 1987)
- Abhandlungen über theoretische Physik, Vol. 1, Leipzig: Teubner, 1907
- Anne J. Kox (orgs.): The Scientific Correspondence of H.A. Lorentz. Vol. 1. Springer Verlag, 2008
- Vorlesungen über theoretische Physik an der Universität Leiden. Akademische Verlagsgesellschaft, Leipzig:
  - Vol. 1: Theorie der Strahlung, 1927 (Bearbeiter A. D. Fokker)
  - Vol. 2: Kinetische Probleme, 1928
  - Vol. 3: Äthertheorien und -modelle, 1929
  - Vol. 4: Die Relativitätstheorie für gleichförmige Translationen (1910–1912), 1929 (Bearbeiter A. D. Fokker, Hermann Stücklen)
  - Vol. 5: Die Maxwellsche Theorie (1900–1902), 1931 (Bearbeiter Hendrik Bremekamp)
  - Englische Ausgabe: Lectures on theoretical physics. Macmillan, Vol. 1, 1927 (Aether theories and Aether models, Kinetic Theory), Band 1 – Internet Archive
- Lehrbuch der Physik zum Gebrauche bei akademischen Vorlesungen, Vol. 1,2. Barth, Leipzig 1906/07 (Übersetzer Georg Siebert nach der 4. Auflage), Band 1 – Internet Archive, Band 2 – Internet Archive
- Lehrbuch der Differential- und Integralrechnung nebst einer Einführung in andere Teile der Mathematik, mit besonderer Berücksichtigung der Bedürfnisse der Studierenden der Naturwissenschaften. Teubner, Leipzig 1915 (später von Georg Joos, Theodor Kaluza bearbeitet als Höhere Mathematik für den Praktiker. Barth, Leipzig), archive.org
- Over de theorie der terugkaatsing en breking van het licht: academisch proefschrift. Arnheim 1875 (Dissertation von Lorentz in Leiden), archive.org
- Versuch einer Theorie der electrischen und optischen Erscheinungen in bewegten Körpern. E.J. Brill, Leiden 1895., Nachdruck Teubner 1906, Nachdruck Teubner 1906, archive.org
- Sichtbare und unsichtbare Bewegungen: Vorträge auf Einladung des Vorstandes des Departements Leiden der Maatschappij tot nut van’t Algemeen im Februar und März 1901 gehalten. Vieweg 1902
- Ergebnisse und Probleme der Elektronentheorie: Vortrag, gehalten am 20. Dezember 1904 im Elektrotechnischen Verein zu Berlin. Springer Verlag, 1906
- Das Relativitätsprinzip. Drei Vorlesungen gehalten in Teylers Stiftung zu Haarlem (1913) (Bearbeiter Willem Hendrik Keesom)
- The theory of electrons and its applications to the phenomena of light and radiant heat, B.G. Teubner, Leipzig & Berlim 1916
- Otto Blumenthal, Arnold Sommerfeld (orgs.): Einstein, Minkowski, Lorentz Das Relativitätsprinzip. Teubner, 5. Auflage 1923 und Neuauflagen, Wissenschaftliche Buchgesellschaft, Darmstadt, 9. Auflage, 1990, darin von Lorentz:
  - Der Interferenzversuch Michelsons. In: Versuch einer Theorie der electrischen und optischen Erscheinungen in bewegten Körpern. Brill, Leiden 1895, Paragraph 89–92
  - Elektromagnetische Erscheinungen in einem System, das sich mit beliebiger, die des Lichtes nicht erreichender Geschwindigkeit bewegt. Deutsche Übersetzung von: Electromagnetic phenomena in a system moving with any velocity smaller than that of light. In: Proc. Acad. Sci., Vol. 6, Amsterdam 1904, S. 809.
  - Das Relativitätsprinzip und seine Anwendung auf einige besondere physikalische Erscheinungen. In: Alte und Neue Fragen aus der Physik. Vorträge gehalten in Göttingen 24.–29. Oktober 1910 (ausgearbeitet von Max Born), Physikalische Zeitschrift, Vol. 11, 1910
- Problems of modern physics; a course of lectures delivered in the California Institute of Technology. Ginn and Company, Boston 1927 (orgs.: Harry Bateman)
- The Einstein Theory of Relativity. A concise statement. Brentano’s, New York 1920, archive.org
- Karl Przibram (orgs.): Schrödinger, Planck, Einstein, Lorentz: Briefe zur Wellenmechanik. Wien 1963

Einige Aufsätze und Buchbeiträge:
- De door Hall ontdekte werking van een magneet op een electrischen stroom en de electromagnetische draaiing van het polarisatievlak van het licht (= Versl. Kon. Ak. Wet. Vol. 19, Nr. 2). Müller, Amsterdam 1883, S. 217–248.
- La Théorie electromagnétique de Maxwell et son application aux corps mouvants. In: Archives néerlandaises des sciences exactes et naturelles. Vol. 25, 1892, S.363–552 (archive.org)
- Simplified Theory of Electrical and Optical Phenomena in Moving Systems, Proceedings of the Royal Netherlands Academy of Arts and Sciences, 1899; 1, S. 427–442.
- Considerations on Gravitation, Proceedings of the Royal Netherlands Academy of Arts and Sciences, 25. Abril 2, 1900, S. 559–574.
- Electromagnetic phenomena in a system moving with any velocity smaller than that of light, Proceedings of the Royal Netherlands Academy of Arts and Sciences, 6, 1904, S. 809–831.
- Simplified Theory of Electrical and Optical Phenomena in Moving Systems, Proceedings of the Royal Netherlands Academy of Arts and Sciences, 1899; 1, S. 427–442.
- Considerations on Gravitation, Proceedings of the Royal Netherlands Academy of Arts and Sciences, 25. Abril 2, 1900, S. 559–574.
- Electromagnetic phenomena in a system moving with any velocity smaller than that of light, Proceedings of the Royal Netherlands Academy of Arts and Sciences, 6, 1904, S. 809–831.
- Abhandlungen über Theoretische Physik. B.G. Teubner, Leipzig 1892, Die relative Bewegung der Erde und des Äthers, S.443–447.
- Über die scheinbare Masse der Ionen. In: Physikalische Zeitschrift. Vol. 2, Nr.5, 1900, S.78–80.
- Weiterbildung der Maxwellschen Theorie. Elektronentheorie. In: Encyclopädie der mathematischen Wissenschaften. Vol. 5, Nr.2, 1904, S.145–288 (uni-goettingen.de).
- Deux Mémoires de Henri Poincaré sur la Physique Mathematique. In: Acta Mathematica. Vol. 38, 1915, S.293–308, doi:10.1007/BF02392073
  - Nachdruck in Poincaré, Oeuvres tome XI, S. 247–261.
- Conference on the Michelson-Morley Experiment In: The Astrophysical Journal. Band68, 1928, S.345–351 bibcode:1928ApJ....68..341M, 1907 gab Lorentz die Abhandlungen von Christian Doppler für Ostwalds Klassiker in Leipzig heraus.